# Rimons
Rimons és un municipi francès al departament de la Gironda (regió de la Nova Aquitània).
| 1962                                       | 1968 | 1975 | 1982 | 1990 | 1999 | 2007 |
| ------------------------------------------ | ---- | ---- | ---- | ---- | ---- | ---- |
| 156                                        | 246  | 194  | 181  | 188  | 190  | 195  |
| Des de 1962: població sense dobles comptes |      |      |      |      |      |      |

| Període | Identitat     | Partit |
| ------- | ------------- | ------ |
| 2001-   | René Boudigue | PS     |